# Барон Одли
Барон Одли (англ. Baron Audley) — английский дворянский титул, создававшийся в 1297, 1313 и 1317 годах для разных представителей рыцарского рода Одли. Титул барона Одл´и из Хейли 1408 году перешёл по ж´ёнской линии к Туше, а с 1997 года находится в состоянии ожидания ввиду отсутствия наследников. Титул барона ´Одли из Страттон-Одли перешёл к Стафф´ордам, а в 1521 году был конфискован.

## История титула
Титул барон Одли был создан 8 января 1313 года, когда король вызвал в парламент Николаса де Одли из замка Хейли в Стаффордшире, представителя старинного рода французского происхождения (в 1297 году в парламент вызывали отца этого рыцаря, но в результате не возникли наследственные права). Внук первого барона, тоже Николас, умер без наследников мужского пола (1391 год). Спустя семнадцать лет титул был передан внуку сестры Николаса — Джону Туше, 1-му барону Туше (1408 год). С 1616 года эта семья владела также ирландским титулом графа Каслхейвена. Род Туше угас в 1777 году, после чего титул переходил к потомкам Туше по женской линии трижды: в 1777, 1942 и 1973 годах. После смерти 25-го барона, оставившего только трёх дочерей, титул находится в состоянии ожидания.
Племянник первого барона Одли из Хейли Хью де Одли из Саттон Одли в Оксфордшире в 1317 году тоже был вызван в парламент. Он был одним из фаворитов Эдуарда II, а при его сыне получил титул графа Глостера как муж одной из наследниц рода Клеров. Сэр Хью умер в 1347 году, оставив только дочь Маргарет, с которой баронский титул перешёл к Стаффордам в качестве одного из второстепенных. Он был конфискован короной в 1521 году в связи с казнью 3-го герцога Бекингема.

## Бароны Одли

### Бароны Одли из Хе˘или
- Николас де Одли, барон Одли (умер в 1299);
- Николас де Одли, 1-й барон Одли (около 1289—1316);
- Джеймс де Одли, 2-й барон Одли (1312—1386);
- Николас де Одли, 3-й барон Одли (1328—1391);
- Джон Туше, 4-й барон Одли (1371—1408);
- Джеймс Туше, 5-й барон Одли (около 1398—1459);
- Джон Туше, 6-й барон Одли (умер в 1490);
- Джеймс Туше, 7-й барон Одли (около 1463—1497);
- Джон Туше, 8-й барон Одли (около 1483—1558);
- Джордж Туше, 9-й барон Одли (умер в 1560);
- Генри Туше, 10-й барон Одли (умер в 1563);
- Джордж Туше, 11-й барон Одли, 1-й граф Каслхейвен (1551—1617);
- Мервин Туше, 12-й барон Одли, 2-й граф Каслхейвен (1593—1631);
- Джеймс Туше, 13-й барон Одли, 3-й граф Каслхейвен (около 1617—1684);
- Мервин Туше, 14-й барон Одли, 4-й граф Каслхейвен (умер в 1686);
- Джеймс Туше, 15-й барон Одли, 5-й граф Каслхейвен (умер в 1700);
- Джеймс Туше, 16-й барон Одли, 6-й граф Каслхейвен (умер в 1740);
- Джеймс Туше, 17-й барон Одли, 7-й граф Каслхейвен (1723—1769);
- Джон Туше, 18-й барон Одли, 8-й граф Каслхейвен (1724—1777);
- Джордж Чикнесс-Туше, 19-й барон Одли (1758—1818);
- Джордж Джон Чикнесс-Туше, 20-й барон Одли (1783—1837);
- Джордж Эдуард Чикнесс-Туше, 21-й барон Одли (1817—1872);
- Мэри Чикнесс-Туше, 22-я баронесса Одли (1858—1942);
- Томас Перси Генри Туше-Джессон, 23-й барон Одли (1913—1963);
- Розина Луиза Вероника Мак-Нейм, 24-я баронесса Одли (1911—1973);
- Ричард Майкл Томас Саутер, 25-й барон Одли (1914—1997).

### Бароны Одли из Саттон Одли
- Хью де Одли, 1-й барон Одли, граф Глостер (умер в 1347);
- Маргарет де Одли, 2-я баронесса Одли (умерла в 1347/51).